# ماتس ماجنوسون
ماتس ماجنوسون (بالسويدية: Mats Magnusson)‏ (مواليد 10 يوليو 1963) هو لاعب كرة قدم. يلعب مع منتخب السويد لكرة القدم. سبق له أن لعب في كأس العالم لكرة القدم مع منتخب بلاده.

## مسيرته الكروية
لعب ماتس ماجنوسون خلال مسيرته الاحترافية مع 4 أندية في خمسة عشر موسمًا وسجل خلالها 139 هدف ضمن 253 مباراة. حيث فاز في موسمين بالكأس وفي ثلاثة مواسم بالدوري.
خاض ماتس ماجنوسون مسيرته مع نادي مالمو في موسم 1981 في المرة الأولى ليلعب معه خمسة مواسم ثم في عامي 1986-1988 ولمدة موسمين، مشاركًا طوالها في 63 مباراة سجل خلالها 34 هدفًا. ثم انتقل إلى نادي سيرفيت في موسم 1985–86 لمدة موسم واحد، حيث شارك في 22 مباراة سجل خلالها 14 هدفًا. لينتقل بعدها إلى نادي بنفيكا في موسم 1987–88 ليلعب معه خمسة مواسم، مشاركًا في 121 مباراة سجل خلالها 64 هدفًا. ثم انتقل إلى نادي هلسينغبورغ في عامي 1992-1994 ولمدة موسمين، مشاركًا في 47 مباراة سجل خلالها 27 هدفًا.

## روابط خارجية
- ماتس ماجنوسون على موقع الاتحاد الدولي (مؤرشف)  (الإنجليزية)
- ماتس ماجنوسون على موقع الاتحاد الأوربي (الإنجليزية)
- ماتس ماجنوسون على موقع قاعدة بيانات كرة القدم.إي يو (الإنجليزية)
- ماتس ماجنوسون على موقع ناشيونال فوتبول تيمز (الإنجليزية)
- ماتس ماجنوسون على موقع عالم كرة القدم.نت (الإنجليزية)